# Doença X
Doença X é um nome de espaço reservado adotado pela Organização Mundial da Saúde (OMS) para qualquer novo patógeno desconhecido que possa causar doenças e potencialmente uma epidemia no futuro.
Pode se tratar de uma bactéria ou vírus que pode surgir e causar uma infeção generalizada. A OMS incluiu-a na sua lista de agentes patogénicos que ameaçam a saúde mundial.
Segundo a OMS, o código "Doença X" indica um patógeno que não foi sequer descoberto ainda, mas cuja ameaça iminente e inevitabilidade garante um lugar na lista das "doenças mais perigosas" do mundo.
Desde o surto do novo coronavírus de 2019-2020, especialistas especularam se o COVID-19 era uma doença X..